# Élections étatiques de 2021 dans l'État de Sonora
Les élections étatiques de 2021  dans l'État de Sonora se tiennent le 6 juin 2021, afin d'élire le gouverneur de l'État de Sonora pour un mandat de six ans, et les 33 membres du congrès étatique, pour un mandat de trois ans.

État de Sonora.

## Gouverneur

### Mode de scrutin
Le gouverneur est élu au scrutin uninominal majoritaire à un tour.

### Résultats
|                        | Ensemble, nous faisons l'histoire - Mouvement de régénération nationale (MORENA) - Parti du travail (PT) - Parti vert écologiste du Mexique (PVEM) - Parti nouvelle alliance (PNA) | Alfonso Durazo Montaño (MORENA)  | 496 651   | 53,37 |  |  |
|                        | C'est pour Sonora - Parti révolutionnaire institutionnel (PRI) - Parti action nationale (PAN) - Parti de la révolution démocratique (PRD)                                          | Ernesto Gándara Camou (PRI)      | 339 139   | 36,44 |  |  |
|                        | Mouvement citoyen (MC) | Manuel Scott Sánchez             | 45 539    | 4,89  |  |  |
|                        | Force pour le Mexique (FxM) | María del Rosario Robles Robles  | 19 426    | 2,09  |  |  |
|                        | Parti du combat solidaire (PES) | Carlos Zatarain González         | 18 071    | 1,94  |  |  |
|                        | Réseaux sociaux progressistes (RSP) | David Cuahutémoc Galindo Delgado | 11 719    | 1,26  |  |  |
|                        | |                                  |           |       |  |  |
| Suffrages exprimés     | Suffrages exprimés | Suffrages exprimés               | 930 545   | 97,08 |  |  |
| Votes nuls             | Votes nuls | Votes nuls                       | 27 981    | 2,92  |  |  |
| Total                  | Total | Total                            | 958 526   | 100   |  |  |
| Abstention             | Abstention | Abstention                       | 1 229 088 | 56,18 |  |  |
| Inscrits/Participation | Inscrits/Participation | Inscrits/Participation           | 2 187 614 | 43,82 |  |  |

## Congrès étatique

### Mode de scrutin
Le Congrès d'État de Sonora est constitué de 33 députés, élus selon un système mixte. 21 députés sont élus au scrutin uninominal majoritaire à un tour dans autant de circonscriptions, tandis que les 12 députés restants sont élus au scrutin proportionnel plurinominal. Les électeurs n'ont cependant qu'un seul vote.

### Résultats
|                                                   |                                                   |                                              |           |       |      |               |               |    |               |               |  |  |  |  |
| Parti                                             | Parti                                             | Parti                                        | Voix      | %     | +/-  | C             | +/−           | L  | Total         | +/-           |  |  |  |  |
|                                                   |                                                   | Mouvement de régénération nationale (MORENA) | 289 977   | 31,62 | N/A  | 12            | 1             | 1  | 13            | 1             |  |  |  |  |
|                                                   | Parti du travail (PT)                             | 69 934                                       | 7,63      | N/A   | 3    | 1             | 1             | 4  | en stagnation |               |  |  |  |  |
|                                                   | Parti nouvelle alliance (PNA)                     | 51 756                                       | 5,64      | N/A   | 1    | en stagnation | 1             | 2  | en stagnation |               |  |  |  |  |
|                                                   | Parti vert écologiste du Mexique (PVEM)           | 47 958                                       | 5,23      | N/A   | 1    | 1             | 1             | 2  | 1             |               |  |  |  |  |
| Total coalition Ensemble, nous faisons l'histoire | Total coalition Ensemble, nous faisons l'histoire | 459 625                                      | 50,12     | 8,87  | 17   | 3             | 4             | 21 | en stagnation |               |  |  |  |  |
|                                                   |                                                   | Parti révolutionnaire institutionnel (PRI)   | 165 109   | 18,00 | N/A  | 2             | 2             | 2  | 4             | 1             |  |  |  |  |
|                                                   | Parti action nationale (PAN)                      | 99 452                                       | 10,84     | N/A   | 2    | 2             | 2             | 4  | 1             |               |  |  |  |  |
|                                                   | Parti de la révolution démocratique (PRD)         | 36 328                                       | 3,96      | N/A   | 0    | en stagnation | 1             | 1  | 1             |               |  |  |  |  |
| Total C'est pour Sonora                           | Total C'est pour Sonora                           | 300 889                                      | 32,81     | 15,19 | 4    | 3             | 5             | 9  | 3             |               |  |  |  |  |
|                                                   | Mouvement citoyen (MC)                            | Mouvement citoyen (MC)                       | 78 632    | 8,57  | 2,22 | 0             | en stagnation | 2  | 2             | 1             |  |  |  |  |
|                                                   | Parti du combat solidaire (PES)                   | Parti du combat solidaire (PES)              | 31 162    | 3,40  | N/A  | 0             | 5             | 1  | 1             | 4             |  |  |  |  |
|                                                   | Force pour le Mexique (FxM)                       | Force pour le Mexique (FxM)                  | 20 514    | 2,24  | Nv.  | 0             | en stagnation | 0  | 0             | en stagnation |  |  |  |  |
|                                                   | Réseaux sociaux progressistes (RSP)               | Réseaux sociaux progressistes (RSP)          | 13 965    | 1,52  | Nv.  | 0             | en stagnation | 0  | 0             | en stagnation |  |  |  |  |
|                                                   | Indépendants                                      | Indépendants                                 | 12 270    | 1,34  | -    | 0             | -             | 0  | 0             | -             |  |  |  |  |
|                                                   |                                                   |                                              |           |       |      |               |               |    |               |               |  |  |  |  |
| Suffrages exprimés                                | Suffrages exprimés                                | Suffrages exprimés                           | 917 057   | 96,94 |      |               |               |    |               |               |  |  |  |  |
| Votes nuls                                        | Votes nuls                                        | Votes nuls                                   | 28 948    | 3,06  |      |               |               |    |               |               |  |  |  |  |
| Total                                             | Total                                             | Total                                        | 946 004   | 100   | -    | 21            | en stagnation | 12 | 33            | en stagnation |  |  |  |  |
| Abstention                                        | Abstention                                        | Abstention                                   | 1 241 610 | 56,76 |      |               |               |    |               |               |  |  |  |  |
| Inscrits/Participation                            | Inscrits/Participation                            | Inscrits/Participation                       | 2 187 614 | 43,24 |      |               |               |    |               |               |  |  |  |  |